# Isopedella maculosa
Isopedella maculosa là một loài nhện trong họ Sparassidae.
Loài này thuộc chi Isopedella. Isopedella maculosa được Arthur Stanley Hirst miêu tả năm 1993.